# Henry Unger
Nils Axel Henry Unger, född 17 augusti 1945 i Oscars församling i Stockholm, är en svensk målare och grafiker.
Henry Unger är son till dansaren och journalisten Gustaf Unger och dansösen och konstnären Ingrid von Dardel (omgift Ekwall) samt halvbror till konstnären Nils Ekwall. Vidare är han dotterson till konstnären Nils Dardel och författaren Thora Dardel Hamilton. Unger är utbildad vid Gerlesborgsskolan i Bohuslän, Pernbys målarskola och Konstskolan Idun Lovén i Stockholm samt vid Académie de la Grande Chaumière i Paris. Han har under långa perioder levt på Capri, där han fått inspiration till sitt måleri av landskapet med stupande klippor och dramatiska utsikter över havet. I många av hans verk märks influenser av afrikansk konst.
Han har haft ett stort antal separatutställningar och finns representerad vid Malmö museum. Han har flera utmärkelser: 1973 fick han silvermedaljen från Internationella Akademien för modern konst i Rom och 1979 silvermedalj i Rom för sina färgetsningar.
Henry Unger har varit gift tre gånger: första gången 1977–1984 med designern grevinnan Louise Lewenhaupt (1942–2022), dotter till ryttmästare greve Claës Lewenhaupt och grevinnan Marianne von Rosen. Andra gången var han gift 1984–1991 med Marianne Flodquist (född 1952), dotter till intendenten Yngve Flodquist och Birgit Sterner. Tredje gången var han gift 2005–2013 med sexologen Malena Ivarsson (född 1949).